# Episodi di Nero Wolfe (serie televisiva 2012)
La prima e unica stagione della serie televisiva Nero Wolfe è stata trasmessa in prima visione in Italia da Rai 1 dal 5 aprile al 24 maggio 2012. L'emittente ha invertito l'ordine di trasmissione del terzo e quarto episodio (Il patto dei sei si colloca temporalmente prima de La principessa Orchidea).
| nº | Titolo                  | Prima TV Italia |
| -- | ----------------------- | --------------- |
| 1  | La traccia del serpente | 5 aprile 2012   |
| 2  | Champagne per uno       | 12 aprile 2012  |
| 3  | La principessa Orchidea | 19 aprile 2012  |
| 4  | Il patto dei sei        | 26 aprile 2012  |
| 5  | Scacco al re            | 3 maggio 2012   |
| 6  | Parassiti               | 10 maggio 2012  |
| 7  | La scatola rossa        | 17 maggio 2012  |
| 8  | Coppia di spade         | 24 maggio 2012  |

## La traccia del serpente
- Diretto da: Riccardo Donna
- Scritto da: Piero Bodrato
- Ispirato al romanzo di Rex Stout La traccia del serpente

### Trama
In seguito ad alcune incomprensioni con l'FBI, il detective Nero Wolfe si trasferisce a Roma con il fidato assistente Archie Goodwin. Mentre comincia la ricerca di un cuoco, Wolfe viene contattato da una donna che chiede il suo aiuto per ritrovare Carlo Maffei, un pensionante dell'albergo in cui lavora, sparito da alcuni giorni.
Collegando alcuni indizi trovati nella camera, Wolfe deduce che l'uomo, di professione orologiaio, era stato assunto per costruire un congegno a molla che, una volta inserito in un bastone da golf, iniettasse il veleno di un serpente letale nel professor Colombo, fino a quel momento considerato morto d'infarto. L'autopsia sul cadavere conferma l'ipotesi di Wolfe e la polizia riapre le indagini, mentre il detective viene contattato dalla moglie del defunto per scoprire il colpevole; intanto, Carlo Maffei viene ritrovato morto.
I sospetti si concentrano sulla signora Colombo, che aveva regalato al marito un set nuovo di mazze per il compleanno, ma Wolfe scopre che il bastone era di proprietà del compagno di partite del professore, il commendatore, e che era quest'ultimo l'obiettivo. Wolfe così trova il colpevole: si tratta del figlio del commendatore, che voleva vendicarsi dell'assassinio della madre, perpetrato, quando lui era piccolo, dal padre una volta sorpresa la moglie con un amante. Padre e figlio, però, muoiono entrambi nell'esplosione del velivolo del ragazzo.
- Altri interpreti: Mary Petruolo (Sara Colombo), Jacopo Venturiero (Lele Borrelli), Dajana Roncione (Anna Fiore), Mario Cordova (Arturo Borrelli), Andrea Lolli (agente immobiliare), Mariella Valentini (Elena Colombo).
- Ascolti Italia: telespettatori 4 144 000 – share 16,09%[2]

## Champagne per uno
- Diretto da: Riccardo Donna
- Scritto da: Grazia Giardiello
- Ispirato al romanzo di Rex Stout Champagne per uno

### Trama
Nel palazzo della ricca famiglia Grandi si sta tenendo un importante evento mondano. Madrina dell'evento è la vedova Luisa Grandi, il cui marito aveva contribuito anni prima a fondare un'associazione dedicata al sostegno delle ragazze madri di Roma. Archie, invitato da Augusto Dossena, nipote di Luisa, viene informato all'ultimo minuto che Dossena non parteciperà alla serata, e che dovrà occuparsi invece di accompagnare alla festa due ragazze sostenute dall'associazione: Lucia Tanzi e Noemi.
L'atteggiamento introverso di Lucia suscita la preoccupazione di Goodwin, che decide di non perderla di vista. Grazie a Noemi viene a sapere che Lucia porta sempre con sé una fiala di cianuro: il timore di Noemi è che l'amica possa tentare il suicidio visto il suo stato d'animo così cupo. Nel bel mezzo della serata, al momento di un brindisi con lo champagne, Lucia cade a terra. Archie non può far altro che tenerla tra le braccia e vederla morire all'istante.
Archie crede fin dall'inizio che si tratti di un omicidio e, dietro richiesta di un nuovo cliente, lui e Wolfe iniziano le indagini, tra personaggi del bel mondo romano, interrogatori e depistaggi.
- Altri interpreti: Caterina Misasi (Lucia Tanzi), Anita Zagaria (Luisa Grandi), Emanuele Salce (Augusto Dossena), Eleonora Ivone (Ivana Tanzi), Alessandro Riceci (Edoardo Bassi), Roberta Mattei (Cecilia Grandi), Piero Cardano (Chico Grandi), Emanuela Rossi (Bianca Salvati), Eugenia Costantini (Noemi), Stella Novari (Elena)
- Ascolti Italia: telespettatori 4 970 000 – share 18,03%[3]

## La principessa Orchidea
- Diretto da: Riccardo Donna
- Scritto da: Roberto Jannone
- Ispirato al romanzo di Rex Stout Nero Wolfe e i ragni d'oro

### Trama
Nel quartiere romano dove risiedono i mercatini cinesi, una giovanissima venditrice di cravatte vede, ferma a un semaforo, una macchina con all'interno un uomo e una donna in atteggiamenti sospetti. La piccola, mossa dal suo senso del dovere va da Nero Wolfe chiedendogli di occuparsi di quello che per lei è un vero e proprio caso di rapimento di una donna ricca, dividendo poi a metà i compensi per la risoluzione delle indagini; oltre a un misero acconto per l'incarico, la piccola porta due prove importanti: la targa dell'auto e una particolare spilla con le iniziali "CS" che la donna indossava.
Archie Goodwin, con l'aiuto di Rosa Petrini comincia a smuovere le acque e questo porta a una serie di accadimenti particolari che vedono il culmine nell'assassinio di Laura Ristori, titolare dell'associazione benefica "Compagnia del Soccorso", e nel tentato omicidio della piccola cinese, investita dalla stessa auto incriminata per le strade romane.
Le indagini svelano un intreccio particolarmente articolato che vede figure interne all'associazione immischiate con traffici particolari e legati a forti personalità del passato.
- Altri interpreti: Monica Dugo (Laura Ristori), Viola Graziosi (Angela Giusti), Francesca Ren (Yu), Martino Duane (Carlo Previati), Alessio Caruso (Edoardo Canale), Linda Chang (madre di Yu), Taiyo Yamanouchi (Li Jibao, il "Mandarino")
- Ascolti Italia: telespettatori 4 967 000 – share 18,45%[4]

## Il patto dei sei
- Diretto da: Riccardo Donna
- Scritto da: Piero Bodrato, Grazia Giardiello, Roberto Jannone, Alessandro Sermoneta
- Ispirato al romanzo di Rex Stout Sei per uno

### Trama
Lara Fox è una giovane attrice che recita nei caroselli pubblicitari della ditta Miplastic: bella e scaltra, per lei molti uomini perdono la testa. Entra in contatto con Nero Wolfe in duplice maniera: è la principale indiziata per un furto di cinque milioni di lire, cifra sottratta al ragioniere della ditta per cui l'attrice lavora, Raul Bruni, mentre questi la supplicava in camerino di non interrompere la loro relazione; è inoltre una possibile cliente dell'investigatore perché ereditiera di un patto stipulato dal padre, insieme ad altri quattro commilitoni, con un ufficiale inglese al tempo della Grande Guerra, a suo dire mai riscosso. La corazza di Wolfe viene scalfita dalla bellezza della giovane, quindi decide di seguire entrambi i casi, fiutandone già il legame inscindibile.
Il cosiddetto "patto dei sei" vede coinvolti, oltre a Lara per conto del padre, Emilia Stoppani, anch'essa per il padre, Antonio Sgroi, Salvatore Sordillo, Meduni e l'ufficiale inglese Lionel Clivers. Quest'ultimo, è ormai divenuto un personaggio importante nel panorama internazionale e si trova proprio a Roma quando prima Sordillo, poi Sgroi – gli ultimi che potevano riconoscere l'ufficiale dopo la scomparsa di Meduni – vengono assassinati. A questo punto, tutti gli indizi portano alla colpevolezza della Fox per quel che riguarda il furto, e alla colpevolezza di Clivers per gli omicidi.
Il fascino della ragazza è tale che sia Bruni, sia Repaci, il capo della Miplastic, continuano ad assillare gli investigatori per trovarla; Repaci arriva addirittura a corrompere Goodwin con del denaro, pur di farsi rivelare il nascondiglio dell'attrice. Anche Goodwin stesso è sempre più attratto dalla giovane, tant'è che, quando viene ricercata dal commissario Graziani, Wolfe decide di ospitarla in casa propria per proteggerla da eventuali pericoli e dalla stessa polizia.
Oramai il quadro è ben delineato e Nero Wolfe organizza un altro pranzo dei suoi, durante il quale tutti i commensali, coinvolti nelle indagini, sono presenti e partecipano alla rivelazione dell'assassino; stavolta, però, ci scappa il morto. Durante il corso delle indagini, Wolfe si trova a gestire anche la sfida lanciata al suo cuoco Nanni, per la migliore realizzazione di una fonduta; sfida da cui, alla fine, esce sconfitto.
- Altri interpreti: Lavinia Longhi (Lara Fox), Chiara Francini (Emilia Stoppani), Fabrizio Contri (Repaci), Daniele Griggio (Lionel Clivers), Gianluca Vannucci (Lionel Clivers a vent'anni), Michele Di Mauro (Raul Bruni), Corrado Solari (Antonio Sgroi), Diego Verdegiglio (Salvatore Sordillo), Daniele Basile (Meduni)
- Ascolti Italia: telespettatori 5 002 000 – share 18,06%[5]

## Scacco al re
- Diretto da: Riccardo Donna
- Scritto da: Piero Bodrato, Grazia Giardiello, Roberto Jannone, Alessandro Sermoneta
- Ispirato al romanzo di Rex Stout Scacco al re per Nero Wolfe

### Trama
In uno storico circolo degli scacchi romano, un noto campione russo, Valerian Gorecky, un vero e proprio genio del gioco, accusa un malore e viene portato in ospedale; nonostante le cure ricevute, e prontamente prestate dal dottor Malaspina – uno psichiatra che stava partecipando ai giochi – il giovane muore. Viene accusato del delitto Matteo Ferri, direttore del circolo e padre di Rossana, che ha avuto una relazione segreta con Gorecky. Il torneo era stato indetto perché il giovane, convinto di poter battere tutti i soci in un torneo alla cieca, vuole mettere da parte dei soldi per fuggire negli Stati Uniti assieme a Rossana; questo sembra il movente perfetto, e convince il commissario Graziani ad arrestarlo.
L'indomani mattina la giovane Rossana va da Nero Wolfe per chiedergli di occuparsi del caso del padre. Dopo alcune remore, Wolfe accetta e comincia a indagare, indirizzando Goodwin su come procedere. Due sono le persone che avrebbero potuto trarre profitto dall'arresto di Ferri: il giovane nipote, diventato ora responsabile unico dell'azienda di famiglia, e l'avvocato Guastalla, che sembra intrattenere – a detta di molti e della stessa Rossana – una relazione amorosa con Esther Ferri, madre della giovane e moglie dell'imprenditore arrestato.
Nel prosieguo delle indagini, Wolfe inizia a convincersi dell'innocenza del Ferri e preme verso Guastalla, che reputa essere l'assassino. Dopo vari colloqui l'avvocato si convince della bravura dell'investigatore e, d'accordo col suo assistito, decidono di incaricare anche loro Wolfe delle indagini, informandolo che a breve riceverà dei documenti che cambieranno le sorti delle indagini. Goodwin, incaricato da Wolfe di entrare in segreto nell'abitazione di Guastalla, trova il cadavere dello stesso senza riuscire a trovare le carte millantate dal defunto. Questo manda in crisi l'investigatore.
Le indagini sembrano in alto mare finché Goodwin va a colloquio con Matteo Ferri; questi ammette di aver drogato il giovane, ma con del puro sonnifero, per evitare che egli riuscisse a vincere il torneo, e rivela che l'avvocato Guastalla aveva dei documenti con i risultati delle analisi sul sonnifero utilizzato. Questo dettaglio permette a Wolfe di risolvere le indagini; il suo unico cruccio è quello di non avere le giuste prove per incastrare il duplice omicida. Alla fine, con uno dei suoi stratagemmi è costretto, suo malgrado, a richiedere l'aiuto del commissario Graziani per ottenere la confessione.
- Altri interpreti: Federico Tolardo (Valerian Gorecky), Mimosa Campironi (Rossana Ferri), Claudio Bigagli (Dario Malaspina), Paolo Sassanelli (Matteo Ferri), Magdalena Grochowska (Esther Ferri), Marco Bonini (Ludovico Guastalla), Francesco Testa (Giacomo Frontoni), Luca Scapparone (Toni Savasta), Dina Braschi (Maria), Cristina Noci (Sara)
- Ascolti Italia: telespettatori 5 005 000 – share 18,95%[6]

## Parassiti
- Diretto da: Riccardo Donna
- Scritto da: Piero Bodrato, Grazia Giardiello, Roberto Jannone, Alessandro Sermoneta
- Ispirato al romanzo di Rex Stout Nero Wolfe sotto il torchio

### Trama
Sono passati alcuni mesi dall'ultimo caso portato a termine da Nero Wolfe e le risorse economiche a sua disposizione cominciano a diminuire. Goodwin, così, riesce a convincere Wolfe di occuparsi di un caso particolare che, altrimenti, avrebbe rifiutato: un noto imprenditore, Otto Bertola, perdendo d'un soffio vari affari a vantaggio di un suo storico rivale, Luigi Zanna, pensa che tra i suoi parenti – che definisce «parassiti» che vivono alle sue spalle, e di cui ama decidere il destino – ci sia qualcuno – indicando come maggiore indiziato la nuora – che metta in atto una fuga di notizie.
Dopo aver licenziato il suo segretario, e d'accordo con Wolfe, assume Goodwin, in incognito, per assolvere tale mansione, allo scopo di entrare in villa e raccogliere le prove per smascherare il tradimento. Durante il suo servizio Archie capisce che la situazione in villa è al limite e che ogni membro della famiglia, portato all'esasperazione, ha buoni motivi per volere la rovina di Bertola.
Il caso si complica quando la pistola che Bertola custodiva in casa viene rubata e usata per uccidere l'imprenditore Zanna, storico amico-nemico di Bertola; lo stesso Bertola avrebbe potuto architettare tutto, incastrando Goodwin per avere un alibi. Nero Wolfe, per evitare che la situazione precipiti, comincia a forzare la mano e chiede un faccia a faccia con tutta la famiglia, prima, e con la domestica, poi, venendo a conoscenza di dettagli interessanti.
Questo suo forzare la mano porta però all'omicidio dell'ex segretario di famiglia, che ricattava l'assassino. A questo punto è facile, per Wolfe e Goodwin, cogliere con le mani nel sacco l'autore dell'ultimo delitto mentre cerca di far ricadere le prove su Bertola, e scoprire che, alla fine, l'assassino non è uno solo.
Il polverone alzato da questo caso porta alla luce dei gravi fatti legati al passato e all'arricchimento di Bertola, appropriatosi a suo tempo di beni sequestrati agli ebrei durante la guerra; lo svelamento di questo fatto lo manda in rovina e lo spinge al suicidio.
Alla fine, Wolfe spende gli ultimi soldi per acquistare una coccinella che lo aiuti a liberare la sua serra dai parassiti che hanno distrutto alcune delle sue più belle orchidee.
- Altri interpreti: Alessandro Haber (Otto Bertola), Mauro Santopietro (Lapo Bertola), Carmen Tejedera (Susanna Bertola), Veronica Logan (Trina Del Bosco), Andrea Gherpelli (Ruggero Del Bosco), Stefano Abbati (Luigi Zanna), Jerry Mastrodomenico (Giacomo Seta), Beatrice Schiros (Serafina), Eleonora Mancini (Letizia Bertola)
- Ascolti Italia: telespettatori 4 858 000 – share 19,01%[7]

## La scatola rossa
- Diretto da: Riccardo Donna
- Scritto da: Piero Bodrato, Grazia Giardiello, Roberto Jannone, Alessandro Sermoneta
- Ispirato al romanzo di Rex Stout La scatola rossa

### Trama
Durante una sfilata di moda presso l'atelier del rinomato stilista napoletano Antonello "Lello" De Angelis, una giovane indossatrice muore dopo aver mangiato un candito allo zenzero avvelenato, che le era stato offerto da un'amica. I canditi provenivano da una scatola che la giovane Elena Frost, anch'essa indossatrice, e figlia di amici dello stilista, aveva portato per regalarli allo stesso modista. Pensando di aiutare la giovane cugina, sulla quale sarebbero ricaduti subito tutti i sospetti, il giovane Enrico Frost ingaggia Nero Wolfe, convincendolo a occuparsi del caso col dono di una rara orchidea che l'investigatore cercava di comprare da mesi.
Nero Wolfe è costretto, quindi, a uscire di casa per recarsi sul luogo del delitto, ma lì ha un forte scontro con la giovane e i suoi familiari, nonché con lo stesso stilista. Intrigato dal caso, propone una richiesta di risarcimento assurda per evitare che il caso gli venga sottratto. Proseguendo le indagini, e dopo un più placido colloquio con Elena nella sua serra, Wolfe capisce che lo stilista è in pericolo, ma non riesce a salvarlo. De Angelis muore avvelenato, proprio in casa di Wolfe, mentre stava per rivelargli dettagli utili ai fini delle indagini; riesce solo a consegnargli i documenti che dichiarano Wolfe suo esecutore testamentario, e a suggerirgli che dei documenti legati a una storia passata – risalente al dopoguerra, avvenuta in quel di Napoli, dove, all'epoca, risiedevano sia lui che i Frost, a suo dire il probabile movente per il suo pericolo – sono conservati in una scatola rossa.
Wolfe manda Goodwin a mettere alle strette la famiglia della giovane Elena, che dopo la dipartita del suo datore di lavoro, decide di assumere ella stessa Wolfe, svelando che, a giorni, avrebbe raggiunto la maggiore età e sarebbe entrata in possesso di un'ingente eredità, con la quale avrebbe potuto pagare la sua parcella. La famiglia Frost è sempre più indispettita dalle indagini dell'investigatore americano, soprattutto Ettore Challet, segretario personale del defunto padre di Elena e, sembrerebbe, suo fidanzato e prossimo marito. Proseguono le ricerche della scatola rossa millantata dal De Angelis, ma le ricerche non riescono a dare esiti positivi.
Durante i funerali dello stilista, viene avvelenato anche Challet; nel tentativo di salvarlo anche la giornalista Rosa Petrini rimane ferita, ma lei, nonostante una grave prognosi, riesce a salvarsi. Con la morte del segretario, Wolfe non ha più dubbi sull'identità dell'assassino e organizza un altro dei suoi famosi pranzi per smascherare la signora Ada Frost, madre adottiva di Elena, rea confessa dei tre omicidi, necessari per tenere segrete le origini della stessa Elena – che è in realtà figlia dello stilista defunto – e intascare l'eredità.
- Altri interpreti: Patrizio Rispo (Lello De Angelis), Federica Vincenti (Elena Frost), Luca Fiamenghi (Enrico Frost), Daniela Scarlatti (Ada Frost), Pietro Bontempo (Claudio Challet), Emanuele Vezzoli (Lamberto Frost), Arianna Marchetti (Rosalia), Noemi Renzetti
- Ascolti Italia: telespettatori 5 088 000 – share 20%[8]

## Coppia di spade
- Diretto da: Riccardo Donna
- Scritto da: Piero Bodrato, Grazia Giardiello, Roberto Jannone, Alessandro Sermoneta
- Ispirato al romanzo di Rex Stout Nero Wolfe e sua figlia

### Trama
In un circolo schermistico romano, frequentato dalla Roma bene e da alti esponenti politici internazionali, viene rubata la collana di diamanti, di altissimo valore, della Signora Falchi. La donna incolpa Neya Tormic, giovane e bravissima istruttrice di scherma che, insieme con sua cugina Carla, sono giunte in Italia dalla Jugoslavia. L'allievo di Neya, un professore russo, Ludlow, le fornisce un alibi e la giovane, seppur ancora indiziata, evita il carcere. Carla si precipita da Nero Wolfe per chiedere i suoi servigi e tirare la cugina fuori dai guai, ma questi, dopo aver scoperto che la donna ha nascosto qualcosa nella sua libreria rifiuta il caso. La donna va via, e Wolfe, con l'aiuto di Archie, trova un microfilm nascosto nei libri, con uno strano codice alfanumerico che sembra celare strani segreti.
Dopo qualche giorno, la giovane Carla torna da Wolfe, in compagnia di Neya, per provare a convincere l'investigatore. Alla fine, Neya gli confessa di essere sua figlia e Wolfe è costretto a constatare che gli argomenti addotti dalla giovane coincidono. Con diffidenza comincia a indagare chiedendo a Goodwin di seguire le giovani al circolo. Dopo una lezione con Neya, Ludlow viene trovato morto, fatto che mette in cattiva luce, ancora una volta, la giovane Neya, con Goodwin che è costretto a occultare l'arma del delitto; questa viene nascosta da Wolfe in una torta al cioccolato. Stavolta è Faber, diplomatico statunitense allievo di Carla, a fornire un alibi alla giovane e favorire la sua liberazione. Nero Wolfe capisce che il circolo, nonostante la struttura di facciata, è il luogo di incontri e di scontri delle varie potenze internazionali, in questo periodo di guerra fredda, favorito dalla non chiara e precisa presa di posizione da parte della politica italiana, che si dichiara filo-americana ma che prosegue anche dei rapporti diplomatici d'intesa con l'Unione Sovietica.
Anche il commissario Graziani è insospettito da questi avvenimenti, e incomincia a essere sorvegliato dai servizi segreti italiani, che gli chiedono di favorire e controllare le indagini di Wolfe, per risolvere in fretta la situazione spinosa che si è venuta a creare in territorio italiano. Graziani, d'accordo con Wolfe prova a fare il doppio gioco. Wolfe attacca le due giovani, le quali rivelano all'investigatore di aver approfittato di un torneo di scherma per fuggire dalla Jugoslavia e di voler utilizzare quel microfilm per guadagnare una cifra utile a cambiar vita. Il microfilm è il motivo dell'asta tra Stati Uniti e Russia, e della presenza di Faber e Ledlow, agenti di CIA e KGB, incaricati di impossessarsi a tutti i costi di quelle coordinate. Si inseriscono la Falchi e il suo amante Barrera, che avendo scoperto l'occultamento di Goodwin, provano a ricattare l'investigatore e le ragazze per farsi consegnare il microfilm
Alla fine Wolfe riesce a incastrare Faber, reo di aver commesso l'assassinio di Ludlov e della signora Falchi, brucia il microfilm con le informazioni vanificando gli intenti dei servizi italiani di possedere l'informazione e attacca Neya, svelando che non è lei, ma bensì Carla a essere sua figlia, visto che Neya si era accordata con Barrera per ottenere la pellicola.
- Altri interpreti: Elena Bouryka (Neya Tormic), Elena Radonicich (Carla Tormic), Giovanni Calcagno (Faber), Damir Todorovic (Ludlow), Sara Bertelà (Sandra Falchi), Daniel Emilio Baldock (Vincenzo Barrera), Armando De Ceccon (direttore del circolo), Mauro Serio (Ventura), Ivan Olivieri (dottore)
- Ascolti Italia: telespettatori 4 982 000 – share 19.82%[9]